# Robovo, Iambol
Robovo (în bulgară Робово) este un sat în comuna Tundja, regiunea Iambol,  Bulgaria. 

## Demografie
Componența etnică a satului Robovo
     Bulgari (49,25%)
     Romi (50,74%)
     Nicio identificare (0%)
     Altele (0%)
La recensământul din 2011, populația satului Robovo era de 134 locuitori. Din punct de vedere etnic, majoritatea locuitorilor (50,74%) erau romi, cu o minoritate de bulgari (49,25%). Pentru 0% din locuitori nu este cunoscută apartenența etnică.